# النجارة (أولاد الطالب)
النجارة هو دُوَّار يقع بجماعة لعطاطرة، إقليم سيدي بنور، جهة الدار البيضاء سطات في المملكة المغربية. ينتمي الدوّار لمشيخة أولاد الطالب التي تضم 8 دواوير. يقدر عدد سكانه بـ 111 نسمة حسب الإحصاء الرسمي للسكان والسكنى لسنة 2004.

## روابط خارجية
- البوابة الوطنية للجماعات الترابية
- المندوبية السامية للتخطيط